# 大陸間弾道ミサイル
大陸間弾道ミサイル（たいりくかんだんどうミサイル、英語: intercontinental ballistic missile、略称：ICBM）は、有効射程が超長距離で北アメリカ大陸とユーラシア大陸間など、大洋に隔てられた大陸間を飛翔できる弾道ミサイル。大陸間弾道弾（たいりくかんだんどうだん）とも称する。アメリカ合衆国やソビエト連邦間では、戦略兵器制限条約（SALT）により、有効射程が「アメリカ合衆国本土の北東国境とソ連本土の北西国境を結ぶ最短距離である5,500km以上」の弾道ミサイルと定義された。

## 原理・方式

アメリカのICBMミニットマンの発射から着弾までのプロセス

陸上基地もしくは海中の潜水艦などから発射され、ロケット噴射の加速により数百kmの高度まで上昇し、その間に速度、飛行の角度などを調整して目標地点へのコースが決められる。燃焼を終えたロケットエンジンは随時切り離され、弾頭だけが慣性により無誘導のまま飛行する。即ち、大砲の砲弾を撃つ場合に、目標を狙うために発射時の砲の仰角や発射薬量を調整して、砲弾そのものは自力で進路や速度を変えることがないのと基本的には同じといえる。ICBMもロケット式の超巨大な大砲と考えることもでき、「大陸間弾道弾」の名称も多く用いられる。中距離弾道ミサイル（IRBM）、準中距離弾道ミサイル（MRBM）など他の弾道ミサイル（弾道弾）も同様である。
ICBMなどは、目標への誘導は発射から燃焼終了までの、ロケットの制御が可能な短時間になされなければならない。当初の弾道ミサイルは無線誘導を行なっていたため、液体燃料の使用とあいまって（後述）即時多数発射が不可能であった。1960年代に入ってアメリカのミニットマンは慣性誘導方式を用いるようになったため、短時間に同時発射ができるようになった。
ICBMの軌道は、他の弾道ミサイル（弾道弾）と同じく、全体的に見ると地球中心を焦点の一つとする楕円軌道を描いており、超長距離を飛行するため弾道の頂点高度は1,000-1,500kmにもなる。通常、その射程は8,000-10,000kmに達するので、命中精度の関係から全て核弾頭を搭載している。初期のICBMは単弾頭であったが、弾頭のMIRV化により、一基のミサイルに複数弾頭を搭載し、個別目標を攻撃できるようになった。
核弾頭は、当初のICBMの命中精度が劣り、平均誤差半径が大きかった（3km前後）ため、メガトン級の大威力のものが採用された。大威力の核弾頭は重く、搭載するロケットも大型にしなければならないなど問題が多かった。その後、アメリカを先頭に急速に改良が進み、平均誤差半径は0.1km程度に改良され、核弾頭も小型軽量化されている。MIRVの実現も、一つにはそうした小型軽量化の成果であると言える。大威力単弾頭より小型複数弾頭を用いた方が、破壊効率がよいため、弾頭核出力もキロトン程度に抑えられてきている。
ロケットエンジンの推進剤には液体燃料方式と固体燃料方式の2種類がある。弾道ミサイルの先駆けとなったドイツのV2ロケットが液体燃料を使用していたこともあり、初期のICBMも液体燃料方式であった。これは、出力の調整ができる上に大きな力が出せる長所があるため、現在でも宇宙ロケットはほとんどこの方式である。一方で、構造が複雑で機体も大型になりやすい。特に液体酸素や液体水素を酸化剤・燃料に用いる方式は、燃料をミサイルに充填したまま保管ができず、発射直前に充填する必要があるため、即時性が低かった。そのため1960年代にアメリカでは固体燃料方式のICBMが実用化された。固体燃料方式は出力の調整ができず大きな力が出せない欠点はあるが、構造が簡単で小型かつ安価であり、安全性も高く、即時発射が可能なため、アメリカではこれが主流を占めた。一方、ソ連では液体燃料方式を改良し、ミサイル内に燃料を入れたままミサイルサイロ内で保管できる貯蔵式液体燃料のICBMを多数配備した。

## 歴史

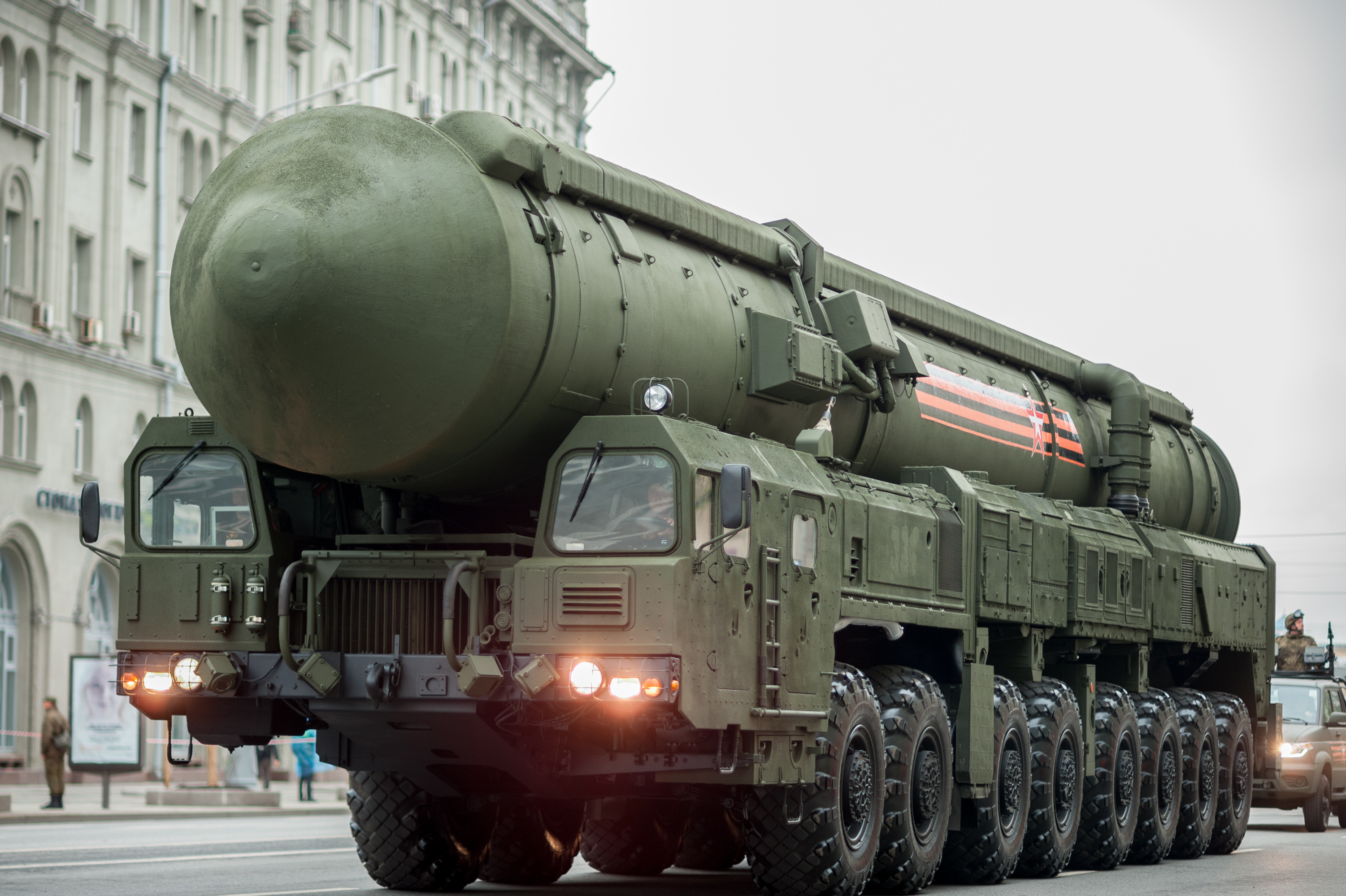
ロシアのRS-24

世界初の実用化された長距離弾道ミサイルは、ナチス・ドイツのV2ロケットであり、第二次世界大戦中の1944年に実用化されている。V2を発展させ、ヨーロッパよりアメリカ合衆国本土を直接攻撃できる弾道ミサイルとしてA10の開発が行われていたが、開発中に戦争が終結している。
V2の技術は大戦後に米ソ両国に受け継がれ、特に長距離戦略爆撃機戦力で劣っていたソ連が開発に熱心であった。世界最初のICBMは初の人工衛星スプートニク1号の打ち上げに使用されたソ連のR-7である（1957年）。アメリカで実用化されるようになったのは、アトラスであった。アトラスは1959年に実戦配備が開始された。1962年にはタイタン Iが実戦配備に付けられたが、R-7やアトラス、タイタンは、液体酸素をロケット燃料の酸化剤に用いているため、即時発射態勢で待機ができず、発射準備にも時間を要する欠点があった。しかし1960年代に入って貯蔵式液体燃料方式が普及し、ソ連のICBMやアメリカのタイタン IIはこの方式を採用するなど、即時発射の問題は解決した。アメリカでは1962年からミニットマンの配備を始めたが、これは固体燃料を用いたために即時発射が可能であっただけでなく、小型で安価であったため量産され、1,000基に達した。1971年には米ソに続いて中国もICBMである東風5号の発射に成功した。
それまでの中距離弾道ミサイル（IRBM）が、ソ連攻撃のためにヨーロッパに配備する必要があったのに対し、ICBMはアメリカ本土配備でもソ連攻撃が可能となった事は、政治的に有利であった。
また、初期のICBMは大規模地上施設から発射されたが、後には抗堪性の高い地下施設であるミサイルサイロ内に収められ、そこから発射されるようになった。ほかにも秘匿性の高い潜水艦に搭載したり、鉄道や大型TEL車両に搭載するタイプもある。
1993年の第二次戦略兵器削減条約（START2）では米ロが使用するICBMでのMIRVの使用を禁止したが、結局、ロシア側が批准しなかった。その後、米ロ間で結ばれたモスクワ条約ではMIRVを禁止しなかったため、MIRVの搭載も可能となった。
現在ICBMを配備・開発している国は、アメリカ、ロシア、中国、北朝鮮、インド、イスラエルの6カ国（「#大陸間弾道ミサイルの一覧」参照）。核保有国であるイギリスとフランスはICBMを配備せず、核戦略を潜水艦発射弾道ミサイル（SLBM）に頼っている（「イギリスの大量破壊兵器」「フランスの大量破壊兵器」参照）。

### 実戦使用
2024年11月21日、ウクライナ軍は、ロシアがウクライナ侵攻において、ロシア南部アストラハン州からウクライナ東部ドニプロ（直線距離約1000キロ）に向けてICBM1発を発射したと発表した。ただし、実際にはICBMではなかったとする情報もあり、ロシア側はICBMではなくIRBMだったと発表し、アメリカ国防総省は「ICBMをもとにした実験的なIRBMだった。」と発表した。仮にICBMが発射されていたことが事実である場合、実戦での使用は世界初とされる。

## 大陸間弾道ミサイルの一覧
アメリカ合衆国
項目名（制式番号、名称）
- アトラス（MGM-16 AtlasD/E/F）
- タイタン（MGM-25A TitanI、LGM-25C Titan II）
- ミニットマン（LGM-30A/B Minuteman I、LGM-30F Minuteman II、LGM-30G Minuteman III）
- BGM-75 AICBM - 開発中止
- ミゼットマン（XMGM-134 Midgetman） - 開発中止
- ピースキーパー（LGM-118A Peacekeeper）
- センチネル - 2024年時点で開発中

 ロシア
項目名（ロシア制式番号、DOD識別番号、NATOコードネーム）
- R-7（SS-6、Sapwood）
- R-16（SS-7、Saddler）
- R-9（SS-8、Sasin）
- R-36（SS-9、Scarp）
- UR-100（SS-11、Sego）
- RT-2（SS-13、Savage）
- RT-21（SS-16、Sinner）
- UR-100MR（SS-17、Spanker）
- R-36M ヴォエヴォーダ（SS-18、Satan）
- UR-100N（SS-19、Stiletto）
- RT-23 モロデーツ（SS-24、Scalpel）
- RT-2PM トーポリ（SS-25、Sickle）
- RT-2PM2 トーポリM（SS-27、Sickle）
- RS-26（SS-X-31、Rubezh）
- RS-28 サルマト（SS-X-30、Satan2） - ウラジーミル・プーチン大統領が2018年3月に公表[5]。
- RS-24 Yars（ヤルス） - 2020年6月24日の対独戦勝75周年記念式典でモスクワを行進[6]。

 中国
項目名（制式番号、DOD番号）
- 東風-5（DF-5、CSS-4）
- 東風-31（DF-31、CSS-10）
- 東風-41（DF-41、CSS-X-10）

 北朝鮮
- 火星13（KN-08）
- 火星14 - 2017年7月4日に最初の試射[7]。
- 火星15 - 2017年11月29日に最初の試射[8]。
- 火星17- 2020年10月10日の軍事パレードで公開、2022年2月27日に最初の、3月4日に2回目の発射[9]。11軸22輪の超大型大陸間弾道ミサイル[10]。
- 火星18 - 2023年4月13日に最初の試射[11]。
- 火星19 - 2024年10月31日に最初の試射[12]。

 インド
- アグニV

 イスラエル
- エリコ3